# Radartværsnit
Radartværsnit (engelsk: radar cross-section) er et en betegnelse for hvor let et mål kan detekteres ved hjælp af radar.
Et radartværsnit måles i kvadratmeter og defineres som tværsnitsarealet af en sfære som reflekterer lige så meget effekt tilbage mod radaren som målet gør. Et måls radartværsnit beror på målets størrelse, form og materiale, men også på radarsystemets polarisation og radiofrekvens. Hvor stort et radartværsnit et mål har, beror desuden på retningen hvorfra målet observeres eftersom forskellige punkter på et fly eller fartøjer kan give refleksioner i forskellige grad. Eksempelvis vil et skib give et større radarekko hvis radarsystemet befinder sig tværskibs frem for ret for. Eftersom radarbølgerne vil reflektere fra flere forskellige punkter på et mål, kan refleksionernes vej tilbage variere således at interferens fra de forskellige ekkoer i nogle tilfælde kan betyde at en refleksion kan forstærkes eller mindskes.
Et større tværsnit betyder at et mål er nemmere at opfange på radar end et mål med mindre radartværsnit. Detektionsafstanden er proportionel med fjerde rod af radartværsnittet, det vil sige at hvis et radartværsnit mindskes til 1/16 af det oprindelige radartværsnit vil den detektionsafstand mindskes til halvdelen af den oprindelige afstand.
Stealth-teknologi omfatter blandt andet metoder til at mindske radartværsnittet. En metode hertil er at fjerne skarpe kanter og gennem bestemte vinklinger af fly-/skibsskroget sørge for at størstedelen af radarbølgerne bliver reflekteret i andre retninger end tilbage mod radarsystemet. En anden metode er at beklæde skroget med et materiale der absorberer en stor del af radarbølgerne i stedet for at reflektere dem.

## Glatte overflader
Relieffet af en overflade kunne indeholde fordybninger, der fungerer som hjørnereflektorer, hvilket ville øge radartværsnit fra mange orienteringer. Dette kan opstå fra åbne bomberum, motorindtag, ammunitionspyloner, samlinger mellem konstruerede sektioner osv. Det kan også være upraktisk at belægge disse overflader med radarabsorberende materialer.